# Concierto para dos clavecines en do menor, BWV 1060

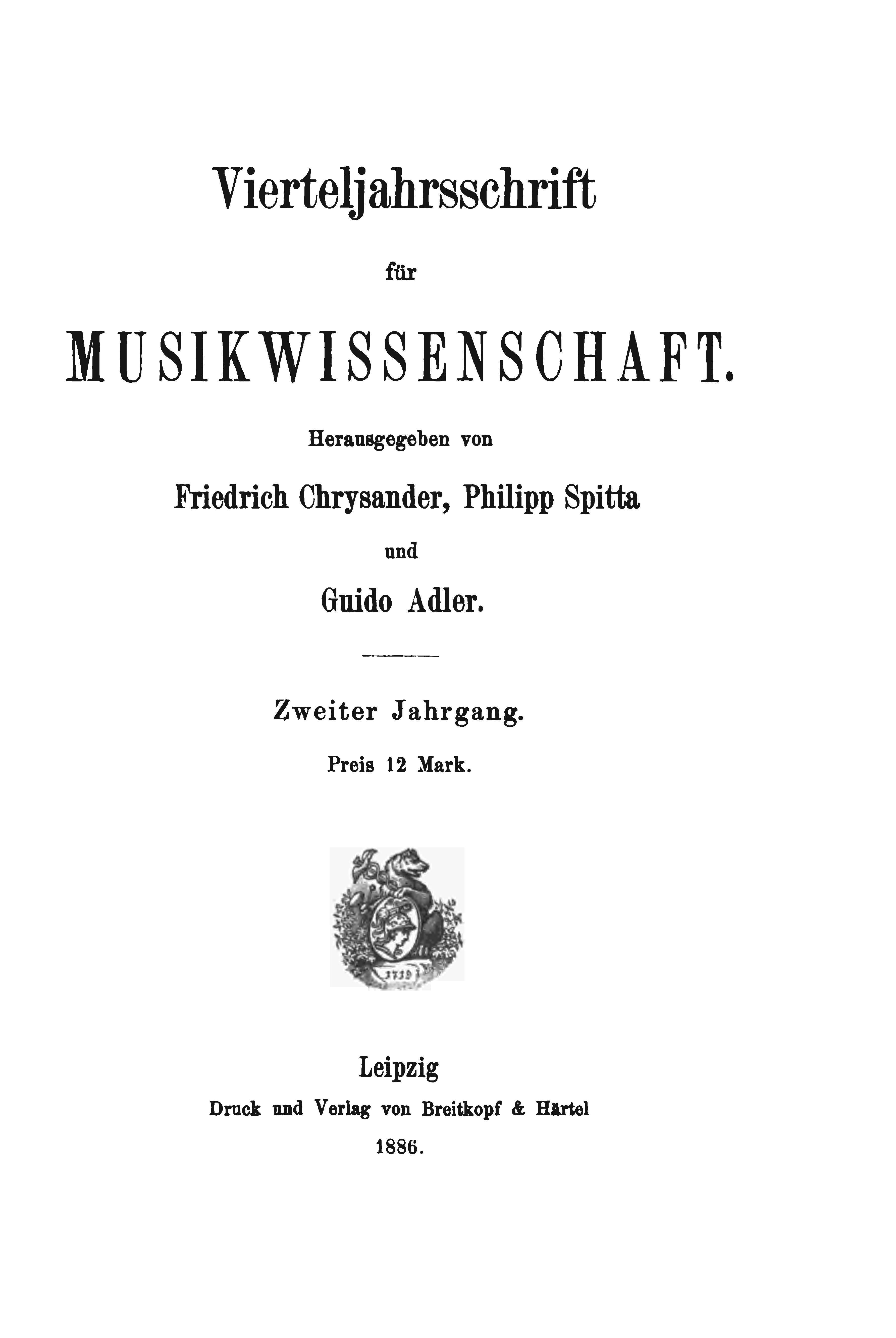
Portada del volumen de 1886 de Vierteljahrsschrift für Musikwissenschaft, en el que Woldemar Voigt argumentó que el modelo para el concierto de Bach para dos clavecines en Do menor, BWV 1060, habría sido un concierto perdido para oboe y violín.

El concierto para dos clavecines en do menor, BWV 1060, es un concierto para dos clavecines y orquesta de cuerda de Johann Sebastian Bach. Es probable que haya sido compuesto en la segunda mitad de la década de 1730 como un arreglo de un concierto anterior, también en do menor, para oboe y violín. Esa versión original conjetural del concierto, que puede haber sido compuesta en los años Köthen de Bach (1717-1723), se perdió, pero se ha reconstruido en varias versiones catalogadas como BWV 1060R. 

## Historia
Si bien los manuscritos existentes del siglo XVIII presentan el concierto como para dos clavecines y orquesta de cuerdas, la suposición de que originalmente se compuso como un concierto para violín y oboe se ha aceptado ampliamente desde finales del siglo XIX. Se desconoce la fecha precisa de este concierto anterior, pero se cree que existió desde principios de la década de 1720. La versión para dos clavecines probablemente se compuso alrededor de 1736. Una estimación más amplia para el tiempo de creación de la versión para dos clavecines es de 1735 a 1740.

## Estructura
|            |           |            |
| 1. Allegro | 2. Adagio | 3. Allegro |

El concierto está marcado para dos clavecines (clavicémbalo concertato I y II), dos partes de violín (violín I y II), viola y bajo continuo. La diferencia en textura y figuración de ambos instrumentos solistas es más clara en los movimientos rápidos de Allegro. En estos movimientos, las líneas melódicas de la parte del clavecín II son generalmente más líricas y menos ágiles que las del clavecín I. El movimiento central Adagio, en el que las líneas melódicas de ambos instrumentos solistas se imitan entre sí sin distinción en textura y figuración, se ha comparado con el movimiento medio del Concierto para dos violines BWV 1043.
Duración: c. 14 minutos [cita requerida]

### Primer movimiento: Allegro
El tema con el que se abre el primer movimiento Allegro se transforma de varias maneras, volviendo a su forma original solo al final del movimiento.

### Segundo movimiento: Adagio
El movimiento medio Adagio tiene una melodía cantabile que es tratada imitativamente por ambos instrumentos solistas, acompañados por la orquesta de cuerda. Los manuscritos del siglo XVIII contienen dos versiones para el acompañamiento: en una versión, los instrumentos de cuerda tocan con arcos, en el otro pizzicato.

### Tercer movimiento: Allegro
El ritornello  del último movimiento tiene un ritmo rápido bourrée como tema, en el que también se basan casi por completo los episodios para los clavecines solistas.

## Recepción

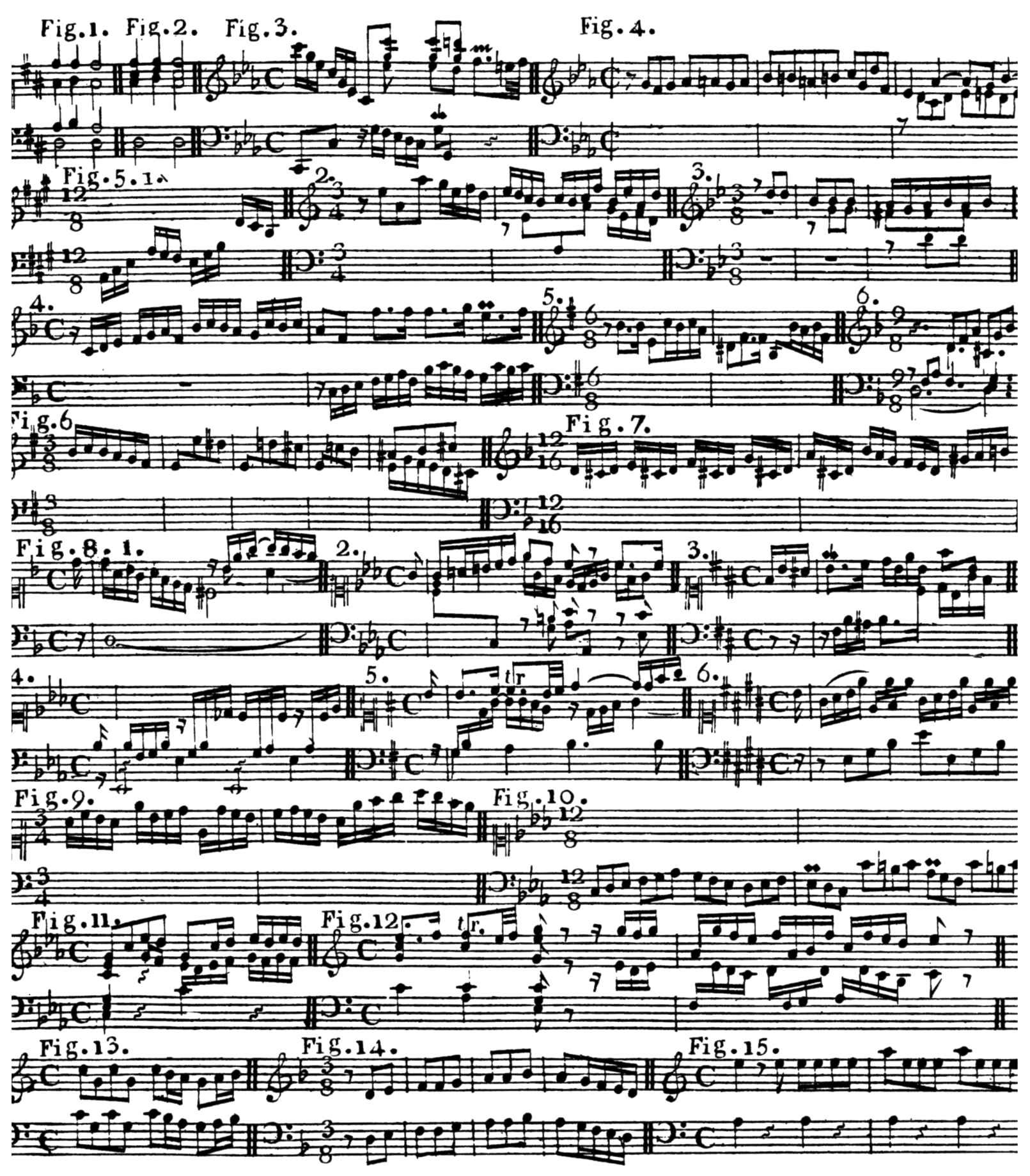
Primera página de ejemplos musicales en la biografía de Johann Sebastian Bach de 1802 de Forkel: el incipit del BWV 1060 es la Fig. 11 en esta página.

En su biografía sobre Bach de principios del siglo XIX, Johann Nikolaus Forkel describió el concierto como "muy antiguo", con lo que probablemente quiso decir que encontraba su estilo anticuado. El concierto fue publicado en 1848, editado por Friedrich Konrad Griepenkerl.
En el prefacio de 1874 de la edición de Bach Gesellschaft del concierto para dos clavecines, Wilhelm Rust sugiere que la versión original del concierto habría sido para dos violines. En 1886 Woldemar Voigt escribió que el instrumento original para la parte del segundo clavecín era más probable que fuera un oboe, y que el original del concierto casi seguramente podía identificarse con un concierto perdido para oboe y violín mencionado en un catálogo Breitkopf de 1764.

### Versiones reconstruidas
La reconstrucción de Max Schneider como concierto para dos violines en re menor se realizó en 1920 en el Festival Bach de Leipzig. Según Max Seiffert, tiene más sentido mantener la misma tonalidad como en la versión de teclado, que es do menor, al reconstruir el concierto para solistas de violín y oboe.
En su prefacio a la segunda edición de 1990 de Bach-Werke-Verzeichnis (BWV), Wolfgang Schmieder propuso agregar una "R" mayúscula al número BWV para indicar una versión reconstruida de una composición que solo existe en una versión posterior; por lo tanto, una reconstrucción de una versión anterior conjeturada del concierto BWV 1060 se puede indicar como BWV 1060R. Schmieder utilizó el número de catálogo 1060R para una reconstrucción en Do menor, para solistas de oboe y violín, en la versión de 1990 de BWV.
Reconstrucciones publicadas: 
- Seiffert, Max, ed. (1920). Konzert C moll für Violine und Oboe oder für zwei Violinen mit Klavierbegleitung von J. S. Bach. C. F. Peters. OCLC 760029773.
- Schneider, Max, ed. (1924). Joh. Seb. Bach: Konzert in D moll für Violine, Oboe oder für zwei Violinen und Streichorchester aus der Fassung für zwei Klaviere und Streichorchester C moll zurückübertragen. Breitkopf & Härtel. OCLC 22853563.
- Fischer, Wilfried, ed. (1970). «Konzert für Oboe und Violine c-moll, Rekonstrunktion nach dem Konzert für 2 Cembali BWV 1060». Lost Solo Concertos in Reconstructions. Johann Sebastian Bach: New Edition of the Complete Works. Series VII: Orchestral Works, Vol. 7. Bärenreiter.

### Grabaciones
En grabaciones para CD, el concierto  BWV 1060R a menudo se combina con los conciertos para violín de Bach BWV   1041-1043.
| Yr.  | Sol.   | k   | Performers                                                                   | Issued              |
| ---- | ------ | --- | ---------------------------------------------------------------------------- | ------------------- |
| 1950 | Ob•Vn  | c/R | Tabuteau, Stern; Prades Festival Orchestra, Casals                           | Sony SMK 58982      |
| 1956 | 2Pno   | c   | Appleton, Field; Castle Hill Festival Orchestra, Brief                       | CMD 318             |
| 1958 | 2Hps   | c   | Dart, Vaughan; Philomusica of London                                         | OL 50165            |
| 1960 | 2Hps   | c   | Veyron-Lacroix, Beckensteiner; Orchestre de chambre J.-F. Paillard, Paillard | Erato LDE3124       |
| 1962 | Ob•Vn  | d/R | Goossens, Menuhin; Bath Festival Orchestra, Menuhin                          | EMI 2536642         |
| 1962 | 2Hps   | c   | Gustav Leonhardt; Leonhardt Consort                                          | Teldec 6.35049      |
| 1963 | Ob•Vn  | d/R | Münchener Bach-Orchester, Richter                                            | Archiv 198 321      |
| 1963 | 2Hps   | c   | Richter, Bilgram; Münchener Bach-Orchester                                   | Archiv 198 321      |
| 1967 | 2Pno   | c   | Casadesus, R. & G.; Zurich Chamber Orchestra, Edmond de Stoutz               | CBS 61 140          |
| 1970 | Ob•Vn  | d/R | Holliger, Grumiaux; New Philharmonia Orchestra, de Waart                     | Philips 420 700-2   |
| 1982 | Ob•Vn  | c/R | Killmer, Zukerman; Saint Paul Chamber Orchestra, Zukerman                    | CBS MK37278         |
| 1985 | 2Pno   | c   | Eschenbach, Frantz; Hamburger Philharmoniker                                 | DG 415 655-2        |
| 1985 | Ob•Vn  | c/R | Boyd, Accardo; Chamber Orchestra of Europe, Accardo                          | Philips 416 414-1   |
| 1988 | Ob•Vn  | d/R | Black, Zimmermann; English Chamber Orchestra, Tate                           | EMI CDC 7498622     |
| 1989 | 2Pno   | c/A | Pekinel sisters; James                                                       | CBS MK45579         |
| 1989 | Ob•Vn  | c/R | Goodwin, Wallfisch; The King's Consort, King                                 | Hyperion CDH55347   |
| 1992 | 2Hps   | c   | Schornsheim; Neues Bachisches Collegium Musicum                              | Brilliant 99360/7   |
| 1996 | 2Vn    | d/R | Manze, Podger; Academy of Ancient Music                                      | HMU 907155          |
| 1998 | 2Pno   | c/A | Pekinel sisters; Jacques Loussier Trio                                       | Teldec 8573-80823-2 |
| 2000 | Ob•Vn  | d/R | Goritzki, Poppen; Bach-Collegium Stuttgart, Rilling                          | HC 92.131           |
| 2000 | Ob•Vn  | d/R | Kreeft, Heberlin; Netherlands Bach Ensemble, Koetsveld                       | Brilliant 99360/9   |
| 2000 | Ob•Vn  | d/R | Mayer, Kennedy; Berliner Philharmoniker                                      | EMI 6290572         |
| 2003 | 2Pno   | c   | Pekinel sisters; Zurich Chamber Orchestra, Griffiths                         | Warner 2564 61950-2 |
| 2004 | Ob•Vn  | c/R | Löffler, de; Akademie für Alte Musik Berlin, Mai                             | HMC 901876          |
| 2008 | Ob•Vn  | c/R | Rubtsov, Fischer; Academy of St Martin in the Fields                         | Decca 478 0650      |
| 2010 | Tr•Vn  | c/A | Boldoczki, Baráti; Franz Liszt Chamber Orchestra                             | Sony 88697724182    |
| 2011 | Ob•Vn  | c/R | Abberger, Lamon; Tafelmusik Baroque Orchestra, Lamon                         | AN 29878            |
| 2011 | Ob•Vn  | c/R | Torunczyk; Concerto Copenhagen, Mortensen                                    | cpo 777 904-2       |
| 2011 | 2Hps   | c   | Mortensen, Pinnock; Concerto Copenhagen                                      | cpo 777 681-2       |
| 2012 | Hps•Vn | c/A | Dantone, Mullova; Accademia Bizantina                                        | Onyx 4114           |
| 2013 | Ob•Vn  | c/R | Puskunigis, Venslovaitė; St. Christopher Chamber Orchestra                   | Brilliant 94991     |
| 2013 | Ob•Vn  | c/R | Ruiz, Huggett; Portland Baroque Orchestra                                    | AV 2324             |
| 2014 | Ob•Vn  | c/R | Leleux, Batiashvili; Kammerorchester des Bayerischen Rundfunks, Szulc        | DG 479 2479         |
| 2014 | Ob•Vn  | c/R | Bernardini, A. & nl; Dunedin Consort, Butt                                   | Hyperion CKD519     |
| 2015 | Ob•Vn  | c/R | Barocksolisten München, Seel                                                 | HC 16006            |
| 2015 | Ob•Vn  | c/R | Hamann, Zukerman; National Arts Centre Orchestra, Zukerman                   | AN 28783            |
| 2017 | 2Hps   | c   | Hantaï, Häkkinen; Helsinki Baroque Orchestra                                 | AE-10087            |
| 2017 | 2Vn    | d/R | Zimmermann, F. P. & S.; Berliner Barock Solisten                             | HC 17046            |

El movimiento lento, Adagio, de la grabación de Karl Richter, con Hedwig Bilgram y Münchener Bach-Orchester, también figura en la banda sonora de Barry Lyndon de Stanley Kubrick de 1975.